# NOTAM

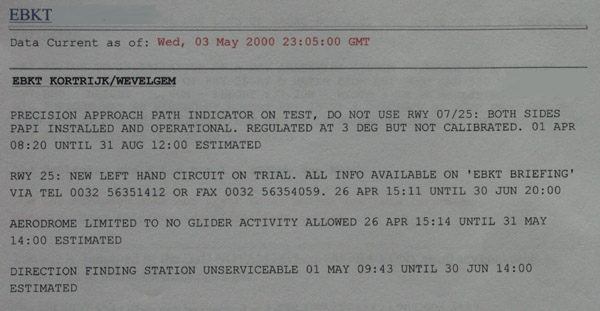
Exemple de NOTAM.

Un avís als pilots (o als aviadors) (en anglès: notice to airmen, abreviat NOTAM) és una notificació presentada davant una autoritat d'aviació per a alertar als pilots d'aeronaus de possibles perills al llarg d'una ruta de vol o en un lloc que podrien afectar la seguretat del vol. Els NOTAM són avisos o advertiments no classificats que es distribueixen per mitjans de telecomunicació i que contenen informació relativa a l'establiment, les condicions o el canvi de qualsevol instal·lació, servei, procediment o perill aeronàutic, el coneixement oportú del qual és essencial per al personal i els sistemes relacionats amb les operacions de vol.
Els NOTAM són creades i transmeses per organismes governamentals i operadors d'aeroports en virtut de les directrius especificades en l'Annex 15: Serveis d'informació aeronàutica del Conveni sobre Aviació Civil Internacional (abreviat en anglès; CICA). El terme NOTAM va passar a ser d'ús habitual en comptes de ser una notificació més formal als aviadors després de la ratificació de la CICA, que va entrar en vigor el 4 d'abril de 1947. Els avisos als pilots es publicaven normalment en una publicació periòdica de les autoritats aèries de cada país (per exemple, en la revista Flight del Regne Unit). En el cas de l'estat espanyol, l'únic organisme autoritzat per la Direcció General d'Aviació Civil que ho publica és ENAIRE. Una sèrie de novetats i esmenes al CICA han donat com a resultat el sistema més automatitzat disponible en l'actualitat, com és el cas espanyol amb el sistema ICARO (abreviatura de Integrated COM/AIS/AIP & Reporting Office Automated System) que automatitza les tasques i procediments referents als NOTAM.
Un NOTAM es presenta davant una autoritat d'aviació per a alertar als pilots d'aeronaus de qualsevol perill en ruta o en un lloc específic. L'autoritat, al seu torn, proporciona un mitjà per a difondre els NOTAM pertinents als pilots.

## Ús
Les NOTAM s'emeten (i informen) per diverses raons, com ara:
- perills com a exhibicions aèries o salts de paracaigudistes
- pistes tancades
- ajudes de navegació per ràdio inoperatives
- exercicis militars que imposen restriccions en l'ús de l'espai aeri
- presència temporal d'obstacles prop dels aeroports
- activació o desactivació de zones restringides

### Crítiques
Al juliol de 2017, el vol 759 d'Air Canada gairebé es va estavellar contra altres quatre avions quan intentava aterrar en una pista de rodatge de San Francisco mal identificada com a pista: la següent pista es va tancar però la informació va quedar enterrada en el NOTAM. Al setembre de 2018, la Junta Nacional de Seguretat en el Transport va declarar que els NOTAM eren inintel·ligibles i ignorats, i va recomanar una presentació d'informació més efectiva per a una millor rellevància.